# Nhật thực 22 tháng 7, 2028
Nhật thực sẽ xảy ra vào ngày 22 tháng 7 năm 2028. Dòng trung tâm trên đường đi của nhật thực sẽ trải dài qua lục địa Úc từ khu vực Kimberley ở phía tây bắc và tiếp tục hướng về phía Đông - Nam thông qua Tây Úc, vùng Lãnh thổ Bắc Úc, Tây Nam Queensland và New South Wale, gần các thị trấn Wyndham, Kununurra, Tennant Creek, Birdsville, Bourke và Dubbo, và tiếp tục đi qua trung tâm Sydney, nơi mà nguyệt thực sẽ kéo dài hơn ba phút. Nó cũng sẽ đi qua Queenstown và Dunedin, New Zealand.Ta cũng sẽ có thể xem được toàn cảnh từ hai lãnh thổ bên ngoài của Úc: Đảo Christmas và Quần Đảo Cocosd (Keeling).

## Hình ảnh

Đường đi mô phỏng